# Vittjärnen, Västmanland
Vittjärnen är en sjö i Lindesbergs kommun i Västmanland och ingår i Norrströms huvudavrinningsområde. Sjön är 8 meter djup, har en yta på 0,04 kvadratkilometer och befinner sig 274 meter över havet.